# Tim Tam

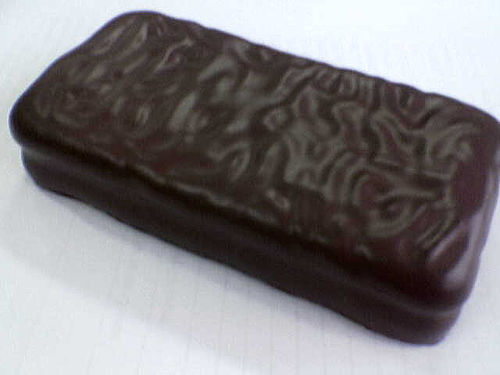
Pojedynczy Tim Tam

Tim Tam – ciasteczka, wafle przełożone masą smakową i oblane czekoladą, produkowane w Australii przez firmę Arnott's Biscuits Holdings.  Jedne z ulubionych i uważanych za "prawdziwie australijskie" przysmaków Antypodów.  Według producenta rocznie sprzedawanych jest 35 milionów paczek Tim Tamów, statystyczny Australijczyk spożywa około 20 paczek Tim Tamów rocznie.
Produkowane od 1964 przez długi czas dostępne były tylko w jednej wersji smakowej, ale w latach 90. na rynku pojawiły się nowe wersje Tim Tamów, obecnie produkowane są w następujących smakach:
- Tim Tam Original
- Tim Tam Chewy Caramel
- Tim Tam Double Coat
- Tim Tam Dark
- Tim Tam Love Potions Double Chocolate and Raspberry
- Tim Tam Love Potions Chocolate Mud
- Tim Tam Love Potions Sticky Vanilla Toffee
- Tim Tam Latte

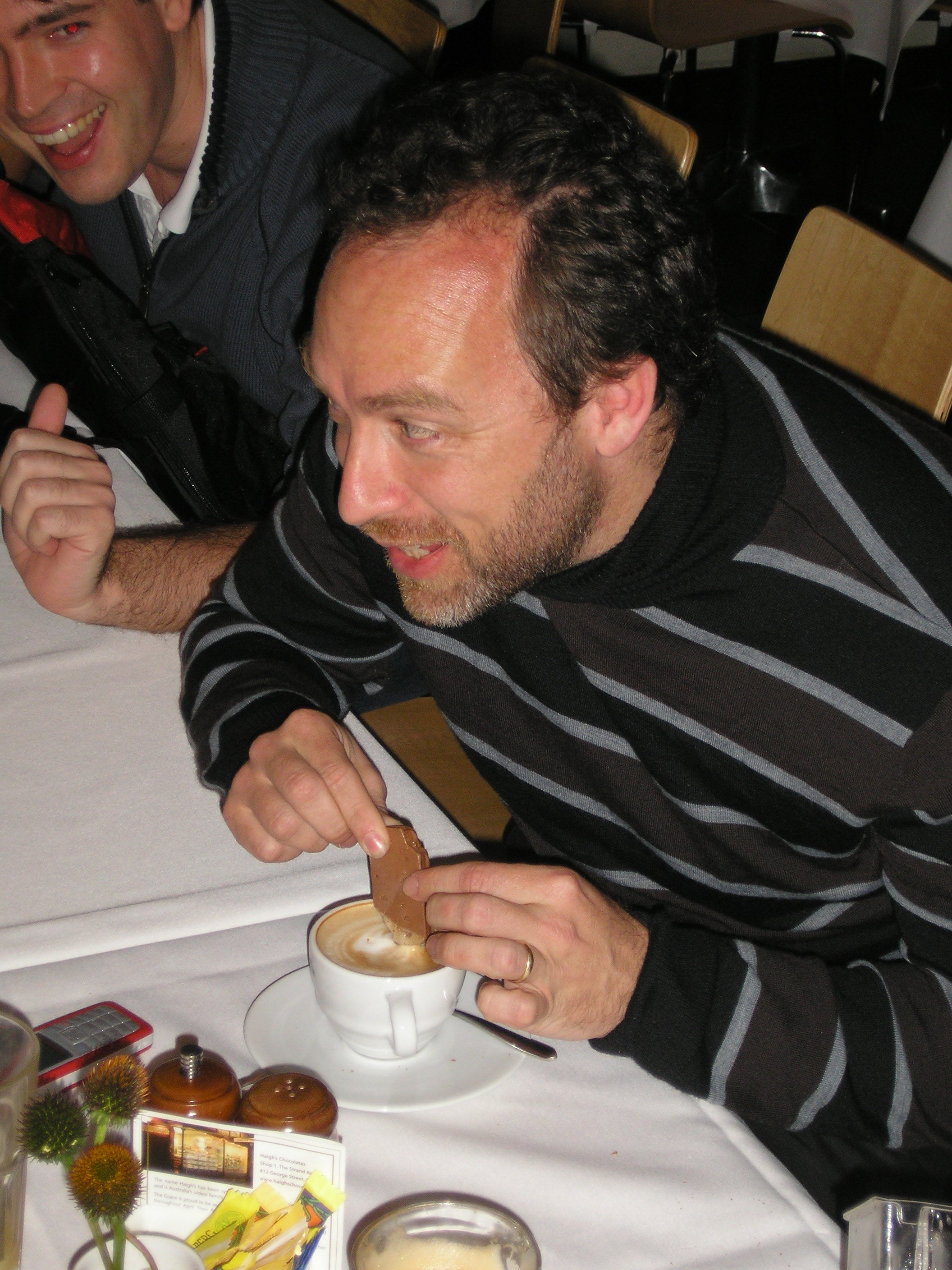
Jimbo Wales w Australii "slamujący" pierwszego Tim Tama

Popularnym sposobem spożywania Tim Tamów jest używanie ich jako "rurek" do picia różnego typu napojów, najczęściej kawy lub herbaty.  Zazwyczaj robi się to poprzez odgryzienie dwóch rogów ciasteczka.
Po odgryzieniu rogów Tim Tama jeden koniec należy zanurzyć w pitym napoju i trzymając delikatnie go w palcach zacząć ssać napój przez drugi koniec ciasteczka.  Przepływający przez ciasteczko napój powoli rozpuszcza je od środka powodując jego dezintegrację, w ostatniej chwili implozji Tim Tama należy szybko zjeść jego resztki i oblizać poplamione czekoladą palce.  W Australii taki sposób spożywania Tim Tamów znany jest pod wieloma nazwami, np. Tim Tam Slam, Tim Tam Suck, Tim Tam Explosion, Tim Tam Orgasm, Tim Tam Straw, Shot-gunning a Tim Tam czy po prostu Tim Tamming.
Taki sposób spożywania Tim Tamów jest często pokazywany turystom przebywającym w Australii.  Przez Tim Tama pił kawę m.in. założyciel Wikipedii Jimbo Wales, wielką fanką Tim Tamów jest także amerykańska aktorka Jennifer Love Hewitt, która pokazała, w jaki sposób pije się przez Tim Tama w australijskim programie rozrywkowym Rove.